# Magerfisch
Als Magerfisch bezeichnet man verschiedene Speisefische mit einem Fettgehalt von weniger als zwei Prozent. Fische mit höherem Fettgehalt werden als Mittelfetter Fisch bzw. Fettfisch bezeichnet.
Zum Magerfisch zählt man:
- Alaska-Seelachs
- Flunder
- Flussbarsch
- Hecht
- Kabeljau/Dorsch
- Schellfisch
- Scholle
- Seezunge
- Zander